# Los Angeles Rams 1979
La stagione 1979 dei Los Angeles Rams è stata la 42ª della franchigia nella National Football League e la 34ª a Los Angeles Fu l'ultima stagione al Los Angeles Memorial Coliseum fino al 2016, dal momento che Carroll Rosenbloom, molto affogato il 2 aprile 1979, aveva in precedenza deciso di spostare la squadra all'Anaheim Stadium per la stagione 1980. Dopo la sua scomparsa, il controllo della franchigia passò alla moglie Georgia.
I Rams vinsero il settimo titolo consecutivo della NFC West nel 1979, qualificandosi per il loro primo Super Bowl. Fu l'unica apparizione della squadra al Super Bowl durante la sua prima permanenza a Los Angeles e la prima qualificazione alla finale del 1955. Fu l'ultimo titolo di division dei Rams per sei stagioni e l'ultima volta che ne vinsero due consecutivi fino al 2017-18. I Rams non avrebbero fatto ritorno al Super Bowl a Los Angeles sino al 2018.

## Scelte nel Draft 1979
| Scelte dei Rams nel Draft 1979 |        |                  |       |              |
| Giro                           | Scelta | Giocatore        | Ruolo | College      |
| 1                              | 19     | George Andrews   | LB    | Nebraska     |
| 1                              | 26     | Kent Hill        | OG    | Georgia Tech |
| 2                              | 54     | Eddie Hill       | RB    | Memphis      |
| 3                              | 58     | Jeff Moore       | WR    | Tennessee    |
| 3                              | 81     | Mike Wellman     | C     | Kansas       |
| 4                              | 99     | Derwin Tucker    | DB    | Illinois     |
| 4                              | 108    | Jerry Wilkinson  | DE    | Oregon St    |
| 5                              | 122    | Victor Hicks     | TE    | Oklahoma     |
| 7                              | 190    | Jeff Delaney     | DB    | Pittsburgh   |
| 9                              | 246    | Jeff Rutledge    | QB    | Alabama      |
| 10                             | 273    | Grady Ebensbeger | DT    | Houston      |
| 11                             | 301    | Jesse Deramus    | DT    | Tennessee St |
| 12                             | 328    | Drew Hill        | WR    | Georgia Tech |

## Roster
| Roster dei Los Angeles Rams nel 1979 |
| --- |
| Quarterback - 15 Vince Ferragamo - 11 Pat Haden - 8 Jeff Rutledge - 19 Bob Lee Running Back - 32 Cullen Bryant - 24 Eddie Hill - 43 Jim Jodat FB - 30 Lawrence McCutcheon - 34 Elvis Peacock - 26 Wendell Tyler Wide Receiver - 88 Preston Dennard - 87 Drew Hill - 81 Ron Jessie - 82 Willie Miller - 84 Ron Smith - 80 Billy Waddy Tight End - 83 Terry Nelson - 86 Charle Young Offensive Linemen - -- Brent Adams G - 62 Bill Bain G/T - 77 Doug France T - 73 Gordon Gravelle T - 72 Kent Hill G - 60 Dennis Harrah G - 54 Dan Ryczek C - 61 Rich Saul C - 78 Jackie Slater T - 56 Doug Smith G/C - 75 John Williams T Defensive Linemen - 90 Larry Brooks DT - 71 Reggie Doss DE - 89 Fred Dryer DE - 66 Bill Dunstan DT - 79 Mike Fanning DT - 85 Jack Youngblood DE - 70 Jerry Wilkinson DE Linebacker - 52 George Andrews OLB - 59 Bob Brudzinski OLB - 51 Joe Harris MLB - 50 Kevin McLain OLB - 64 Jack Reynolds MLB - 53 Jim Youngblood OLB - 57 Greg Westbrooks OLB Defensive Back - 25 Eddie Brown FS - 21 Nolan Cromwell FS - 28 Ken Ellis CB - 42 Dave Elmendorf SS - 31 Sid Justin SS - 33 Dwayne O'Steen CB - 49 Rod Perry CB - 45 Jeff Severson SS - 37 Ivory Sully CB - 27 Pat Thomas CB - 20 Jackie Wallace SS - 23 Rickey Odom CB Special Team - 13 Ken Clark P - 3 Frank Corral K Lista delle riserve - 22 John Cappelletti HB (IR) - - Anthony Davis HB (IR) - 55 Carl Ekern MLB (IR) - - Cody Jones DT (IR) |
| Legenda - I rookie sono in corsivo. - Il primo ruolo è il principale mentre gli eventuali successivi indicano i ruoli secondari. - (IR) sta per Injured Reserve ed indica la lista ristretta per un solo giocatore infortunato che può tornare ad allenarsi dopo la settimana 6 e a rientrare in prima squadra dopo che questa ha giocato 8 partite. - (NF-Inj.) / (NF-Ill.) stanno rispettivamente per Non-Football Injured e Non-Football Illness ed indicano le liste dove viene inserito un giocatore che ha un infortunio o una malattia non dipendente dal football americano. - (PUP) sta per Physically Unable to Perform ed indica la lista dove viene inserito un giocatore mentre è in attesa di recuperare la condizione fisica. Nella stagione regolare dopo la sesta partita giocata dalla propria squadra, il giocatore ha tempo tre settimane per riprendere ad allenarsi, più tre settimane aggiuntive dal suo rientro agli allenamenti per rientrare in prima squadra. |

## Calendario
| Stagione regolare |                         |           |            |           |        |
| Gara              | Avversario              | Risultato | Punti Rams | Avversari | Record |
| 1                 | Oakland Raiders         | S         | 17         | 24        | 0–1    |
| 2                 | at Denver Broncos       | V         | 13         | 9         | 1–1    |
| 3                 | San Francisco 49ers     | V         | 27         | 24        | 2–1    |
| 4                 | at Tampa Bay Buccaneers | S         | 6          | 21        | 2–2    |
| 5                 | St. Louis Cardinals     | V         | 21         | 0         | 3–2    |
| 6                 | at New Orleans Saints   | V         | 35         | 17        | 4–2    |
| 7                 | at Dallas Cowboys       | S         | 6          | 30        | 4–3    |
| 8                 | San Diego Chargers      | S         | 16         | 40        | 4–4    |
| 9                 | New York Giants         | S         | 14         | 20        | 4–5    |
| 10                | at Seattle Seahawks     | V         | 24         | 0         | 5–5    |
| 11                | at Chicago Bears        | S         | 23         | 27        | 5–6    |
| 12                | Atlanta Falcons         | V         | 20         | 14        | 6–6    |
| 13                | at San Francisco 49ers  | V         | 26         | 20        | 7–6    |
| 14                | Minnesota Vikings       | V         | 27         | 21        | 8–6    |
| 15                | at Atlanta Falcons      | V         | 34         | 13        | 9–6    |
| 16                | New Orleans Saints      | S         | 14         | 29        | 9–7    |

## Classifiche
| NFC West            |   |    |   |      |     |      |     |     |     |
|                     | V | S  | P | %    | DIV | CONF | PF  | PS  | STR |
| Los Angeles Rams(3) | 9 | 7  | 0 | .563 | 5–1 | 7–5  | 323 | 309 | L1  |
| New Orleans Saints  | 8 | 8  | 0 | .500 | 4–2 | 8–4  | 370 | 360 | W1  |
| Atlanta Falcons     | 6 | 10 | 0 | .375 | 2–4 | 5–7  | 300 | 388 | W1  |
| San Francisco 49ers | 2 | 14 | 0 | .125 | 1–5 | 2–10 | 308 | 416 | L1  |